# Stapeliopsis
Stapeliopsis är ett släkte av oleanderväxter. Stapeliopsis ingår i familjen oleanderväxter.
Kladogram enligt Catalogue of Life:
| Stapeliopsis | \| \| Stapeliopsis breviloba \| \| \| \| \| \| Stapeliopsis khamiesbergensis \| \| \| \| \| \| Stapeliopsis neronis \| \| \| \| \| \| Stapeliopsis pillansii \| \| \| \| \| \| Stapeliopsis saxatilis \| \| \| \| \| \| Stapeliopsis stayneri \| \| \| \| \| \| Stapeliopsis urniflora \| \| \| \| |
|              | \| \| Stapeliopsis breviloba \| \| \| \| \| \| Stapeliopsis khamiesbergensis \| \| \| \| \| \| Stapeliopsis neronis \| \| \| \| \| \| Stapeliopsis pillansii \| \| \| \| \| \| Stapeliopsis saxatilis \| \| \| \| \| \| Stapeliopsis stayneri \| \| \| \| \| \| Stapeliopsis urniflora \| \| \| \| |
|              | Stapeliopsis breviloba |
|              | |
|              | Stapeliopsis khamiesbergensis |
|              | |
|              | Stapeliopsis neronis |
|              | |
|              | Stapeliopsis pillansii |
|              | |
|              | Stapeliopsis saxatilis |
|              | |
|              | Stapeliopsis stayneri |
|              | |
|              | Stapeliopsis urniflora |
|              | |